# Point Arena
Point Arena – miasto w Stanach Zjednoczonych, w stanie Kalifornia, w hrabstwie Mendocino.